# Поинт Ла Хеш (Луизијана)
Поинт Ла Хеш (енгл. Pointe à la Hache) насељено је место без административног статуса у америчкој савезној држави Луизијана.

## Демографија
По попису из 2010. године број становника је 187.
| Група             | 2000.    | 2010.       |
| Белци             | 0 (0,0%) | 16 (8,6%)   |
| Афроамериканци    | 0 (0,0%) | 170 (90,9%) |
| Азијати           | 0 (0,0%) | 0 (0,0%)    |
| Хиспаноамериканци | 0 (0,0%) | 0 (0,0%)    |
| Укупно            | 0        | 187         |